# ناحیه أولاد فارس
ناحیه أولاد فارس (به عربی: دائرة أولاد فارس) یک ناحیه در الجزایر است که در استان الشلف واقع شده‌است.